# Ga Ram Inthra 3 MRT

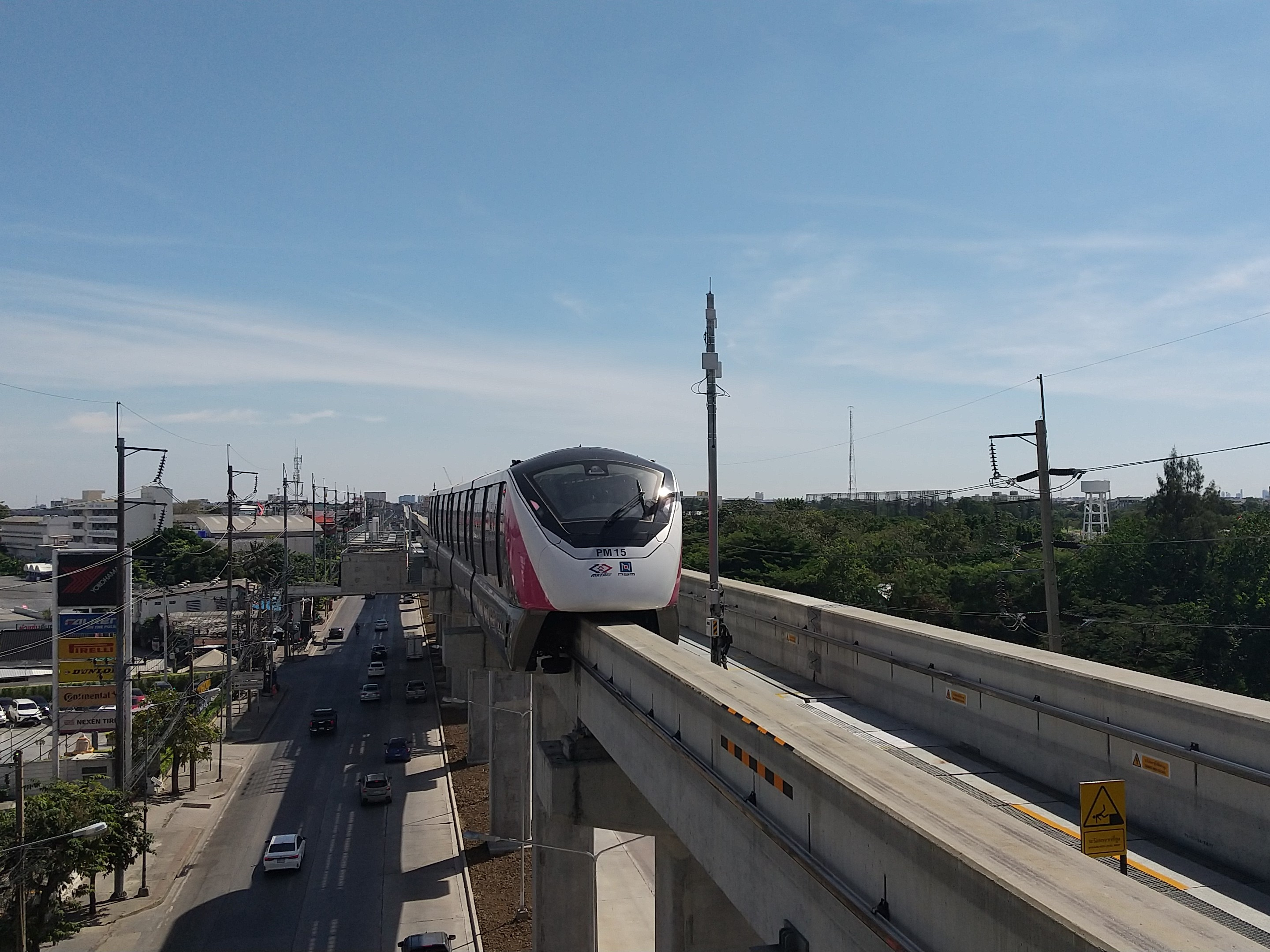
Tàu tiến về ga Ram Inthra 3

Ga Ram Inthra 3 (tiếng Thái: สถานีรามอินทรา 3) là một ga Bangkok MRT trên Tuyến Hồng. Nhà ga trên Đường Ram Inthra, gần Ram Inthra Soi 3 ở Bang Khen, Bangkok. Nhà ga có bốn lối thoát. Nhà ga mở cửa ngày 21 tháng 11 năm 2023 như một phần chạy thử nghiệm trên toàn tuyến Hồng.